# Памятник воинам-землякам, погибшим в годы Великой Отечественной войны (Томмот)
Памятник воинам-землякам, погибшим в годы Великой Отечественной войны (Томмот) — мемориал, посвящённый памяти павших воинов-участников Великой Отечественной войны в городе Томмот Алданского района Республики Саха (Якутия) Российской Федерации. Более известен среди жителей и указывается на картах под названием «обелиск Славы». Памятник истории регионального значения (номер в реестре 141610460030005).

## Общая информация
После победы СССР в Великой Отечественной войне повсеместно начали появляться памятники и мемориалы павшим солдатам. Хотя Якутия была очень далеко от линии фронта, местных жителей было призвано свыше 62 тысяч человек, а возвратилось живыми только около 35 тысяч из них. Поэтому во многих населенных пунктах Республики Саха есть памятники погибшим землякам. В якутском городе Томмот такой мемориал появился в 1965 году.

## Описание памятника
Памятник воинам-землякам, погибшим в годы Великой Отечественной войны (1941—1945 гг.) расположен в городе Томмот по улице Укуланской на правом берегу реки Алдан. Это место находится всего в нескольких метрах от главной местной водной артерии, отсюда отрывается живописный вид. Мероприятия благоустройства превратили небольшой уличный участок в Парк Победы, фактически представляющий собой современную городскую набережную с вымощенной плиткой пешеходной дорожкой, скамейками и фонарями. Памятник стал главной достопримечательностью этого излюбленного места прогулок и отдыха горожан.
Памятник воинам-землякам установлен в 1965 г. к 20-летию Победы в Великой Отечественной войне по инициативе фронтовиков-работников ГОК «Алданслюда». Он представляет собой установленную на невысокий постамент фронтальную композицию из облицованного гранитными плитами железобетона, центром которой является обелиск пирамидальной формы, а справа и слева расположены по одной боковой стеле в виде развернутого красного знамени. На боковых стелах установлены четыре таблички, по две на каждую, с именами 162 павших на фронтах Великой Отечественной войны воинов-земляков. Памятник имеет общую высоту 5,15 м, его периметр составляет 30,9 м, площадь — 59,68 м².
В соответствии с Постановлением Совета Министров ЯАССР «О состоянии и мерах по улучшению охраны памятников истории и культуры Якутской АССР» № 484 от 31 декабря 1976 года памятник внесён в список объектов культурного наследия и взят под охрану государства.
Обелиск Славы является центральным местом проведения в Томмоте мероприятий, приуроченных ко Дню Победы, дню Памяти и скорби и другим датам.
В 2020 году к 75-летию Победы в Великой Отечественной войне в непосредственной близости от памятника была установлена Стена памяти с именами и фотографиями ветеранов войны.